# Korocko (osiedle)
Korocko (ros. Короцко) – osiedle w Rosji, w obwodzie nowogrodzkim, w rejonie wałdajskim. W 2010 liczyło 428 mieszkańców.